# Uvertură
Uvertură (din franceză ouverture = deschidere) se numește o piesă orchestrală care precedă o lucrare muzicală de mari proporții, destinată să introducă spectatorul în atmosfera operei ce urmează, sau care constituie o lucrare independentă. Este concepută ca introducere la o operă, la un oratoriu, la o suită instrumentală etc. sau ca o lucrare independentă, dintr-o singură parte, având la bază un program. Uneori poate fi alcătuită și din trei părți. Primul care a abordat genul este compozitorul german Felix Mendelssohn-Bartholdy (1809-1847). La numai 17 ani a compus muzica uverturii simfonice "Visul unei nopți de vară" care are un program literar. Așa a apărut un gen nou de muzică simfonică: uvertura de concert, cu program. 
Uvertura a apărut ca piesă orchestrală ce se cânta înaintea unei reprezentații de teatru muzical. Pentru a “deschide” drama, trebuia sugerată o ambianță propice ascultării atente a partiturii. În secolele al XVII-lea și al XVIII-lea materialul muzical este aproape independent de acela dezvoltat în corpul lucrării (aproape întotdeauna o operă sau un oratoriu). În a doua jumătate a secolului al XVIII-lea, în special la Mozart, uvertura se integrează acțiunii dramatice, din care cântă anumite teme și căreia îi caracterizează climatul sonor. Începând cu Beethoven, autor a 11 uverturi, dintre care 4 numai pentru “Fidelio” (niciuna nereușind, de altfel, să-l satisfacă pe deplin), uvertura a ajuns la o reală autonomie și a devenit un gen practicat în mod obișnuit de compozitorii romantici. Este formată dintr-o singură parte, profilată ca un gen de muzică programatică.

## Uverturi celebre

### Pe plan mondial
Uverturile la operele “Freischütz” și “Oberon” de Carl Maria von Weber sunt dintre cele mai apreciate piese simfonice din repertoriul universal. O serie de compozitori au abordat și ei uvertura. Astfel, Piotr Ilici Ceaikovski a compus 5 uverturi, printre care „Furtuna” după o piesă de A. Ostrovski (1864), uvertura fantezie “Romeo și Julieta”, uvertura festivă “Anul 1812”, Uvertura solemnă după imnul național danez, op. 15, uvertura „Hamlet” (1888) ), Felix Mendelssohn Bartholdy (uvertura „Mare liniștită și voiaj prosper", op. 27), Richard Wagner (uvertura la opera „Rienzi"), Ludwig van Beethoven (Uvertura „Leonora" nr. 3, op. 72b, Uvertura „Egmont" op. 84), Giacomo Meyerbeer (Uvertură festivă pentru deschiderea Expoziției mondiale de la Londra, 1862), Georges Bizet ("Patria”, uvertură simfonică, 1874), Gioacchino Rossini (uvertura „Wilhelm Tell”).

### Compozitori români
În Moldova, Josef Herfner a fost autorul primei Uverturi Naționale, compusă în 1837, bazată pe o succesiune de cântece și dansuri românești.
Alți compozitori de uverturi din spațiul românesc au fost, de exemplu, Alexandru Flechtenmacher (Uvertura națională moldavă), Gheorghe Burada (Uvertura națională), Eduard Wachmann (Uvertura națională), Eduard Caudella (Moldova, 1913, uvertură programatică pentru orchestră), Iacob Mureșianu (1857-1917 ) „Uvertura Ștefan cel Mare”, Leon Klepper (uvertură festivă), Alfonso Castaldi (Uvertură pentru orchestră, 1902, dedicată sculptorului Frederic Storck), Ciprian Porumbescu (uvertură la opereta Crai Nou), Eugen Doga (Două uverturi pentru orchestră simfonică, în 1958 și 1984), Dan Dediu (uvertura pe teme săsești), Nicolae Brânzeu (Uvertură sportivă "UTA" - 1969), George Draga („Uvertura de concert” Nr.1, 1984), Emilian Ursu (1877 : „Uvertură festivă”, 1987).